# تئاتر ملی مجارستان
تئاتر ملی مجارستان (به مجاری: Nemzeti Színház) یک سالن نمایش در شهر بوداپست، مجارستان است. این تئاتر که در سال ۱۸۳۲ بنیان‌گذاری شده در سال ۲۰۰۲ نوسازی شده‌است، تئاتر ملی ۶۱۹ نفر ظرفیت دارد.

## نگارخانه

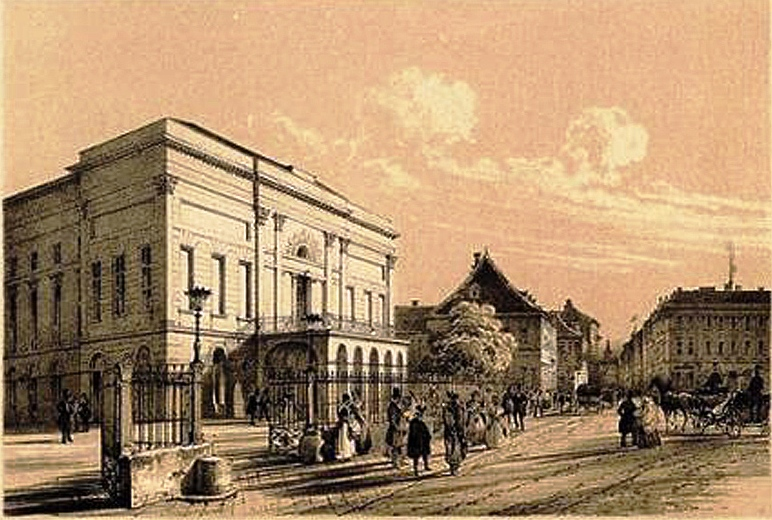
مابین ۱۸۴۰ تا ۱۸۷۵
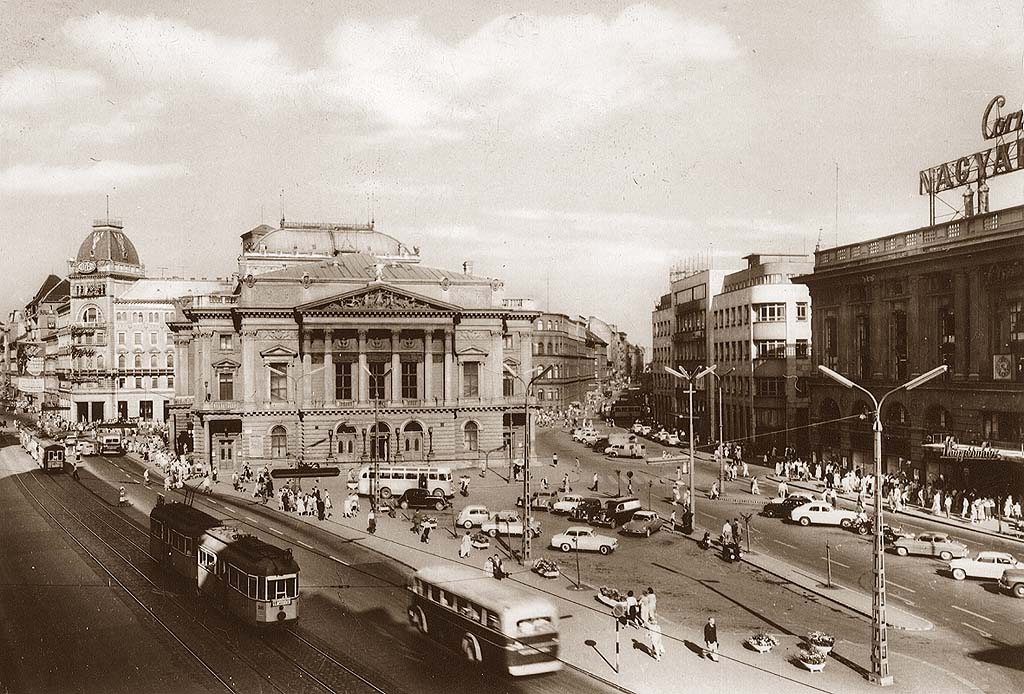
ساختمان تئاتر پیش از تخریب در یوژف‌واروش، میدان بلاها لوئیزا
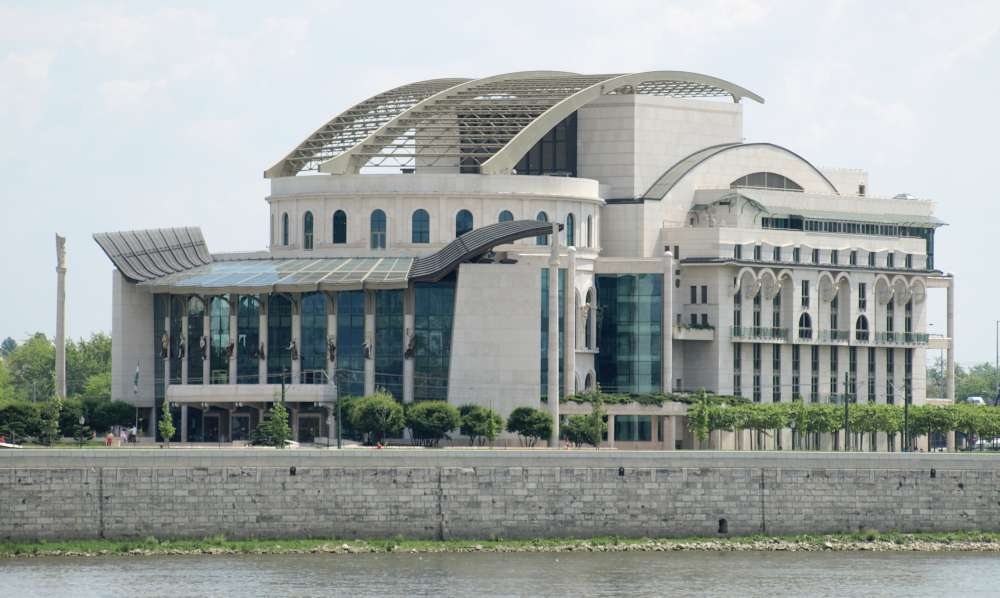
ساختمان جدید تئاتر در فرنتس‌واروش